# James Harrington
James Harrington (3 de gener del 1611, Upton, Northamptonshire - 11 de setembre del 1677, Westminster) és un filòsof anglès les concepcions republicanes del qual van tenir una gran influència sobre l'emergència dels règims representatius moderns.
L'obra més important d'Harrington, Oceana, apareix el 1656, durant el curt període no-monàrquic que separa l'execució del rei d'Anglaterra Carles I de la restauració deguda al seu fill Carles II. L'obra és dedicada a Oliver Cromwell i tempta resoldre la vida institucional gràcies al model d'una república ideal.
Harrington desplega una teoria republicana que es caracteritza pel principi de la representació, la rotació dels càrrecs, i un sistema bicameral amb separació estricta entre el consell i la decisió. Partint del fet que el poder polític recau sobre el poder econòmic -un principi popularitzat després sota la forma de la divisa, el poder deriva la propietat. Harrington aspira a una reparació equilibrada de la propietat territorial anglesa via els canvis en les regles d'herència i en la legislació agrària.

## Context històric
El període que s'estén des del naixement d'Harrington el 1611 fins a la seva mort, el 1677, és un període de profunds canvis radicals a Anglaterra. La sed de poder absolutista de Jacques I i del seu fill Carles I havia causat un conflicte amb el Parlament. Aquest conflicte va conduir a la Revolució Anglesa el 1642 (Primera i Segona Guerra Civil Anglesa). Gràcies als èxits militars del New Model Army (Nou model d'armada) sota el comandament d'Oliver Cromwell el conflicte fou definitivament tallat en favor del Parlament el 1648. Carles I fou condemnat a mort pel Parlament i decapitat el 30 de gener del 1649. Durant un curt moment semblà que la lluita pel poder entre la monarquia i el Parlament -el que era una de les causes de la revolució- conduiria a llarg termini a una república. Cromwell fou nomenat el 1653 Lord Protector d'Anglaterra, Escòcia i Irlanda. Tot i que va haver rebutjat el títol la seva posició li conferia un poder despòtic. El regne del seu fill Ricard, qui ell havia escollit com a successor, no tingué, en canvi, una llarga durada. La caiguda del Protectorat tingué lloc el setembre del 1658, només sis mesos després de la mort d'Oliver Cromwell. La monarquia fou restaurada poc temps després sota el regne de Carles II, el fill de l'anterior rei decapitat.

## Influència en la història
A Anglaterra, les idees d'Harrington van influenciar la cultura política dels Whigs liberals. Però l'efecte més gran de la teoria política d'Harrington es produí el segle xvii sobre la constitució de les colònies angleses de l'Amèrica del Nord, i finalment el xviii sobre el moviment de la independència nord-americana i la Revolució Francesa. A Amèrica del Nord, el concepte d'Harrington d'un parlament bicameral escollit és reprès per John Adams i serveix així de model per a la constitució dels Estats Units.